# Солдатка (Свердловская область)
Солдатка — посёлок в Нижнесергинском районе Свердловской области России, входит в состав Дружининского городского поселения Нижнесергинского муниципального района. 

## Географическое положение
Посёлок Солдатка расположен в 18 километрах (по автодорогам в 31 километрах) к северу от города Нижние Серги, на берегах реки Белый Атиг (правый приток реки Серги). В посёлке расположена станция Солдатка Ижевского региона Горьковской железной дороги. В одном километре к юго-западу от Солдатки проходит федеральная автомобильная дорога М12 «Восток» (часть международного маршрута Е22).
Севернее Солдатки располагается посёлок Новые Серги (бывший военный городок Нижние Серги-3).

## История посёлка
В 1959 году был построен военный городок Нижние Серги-3.

## Население
| 2002 | 2010 | 2021 |
| ---- | ---- | ---- |
| 68   | ↘67  | ↘26  |